# Manuscrit Jérôme Laurin de Watervliet

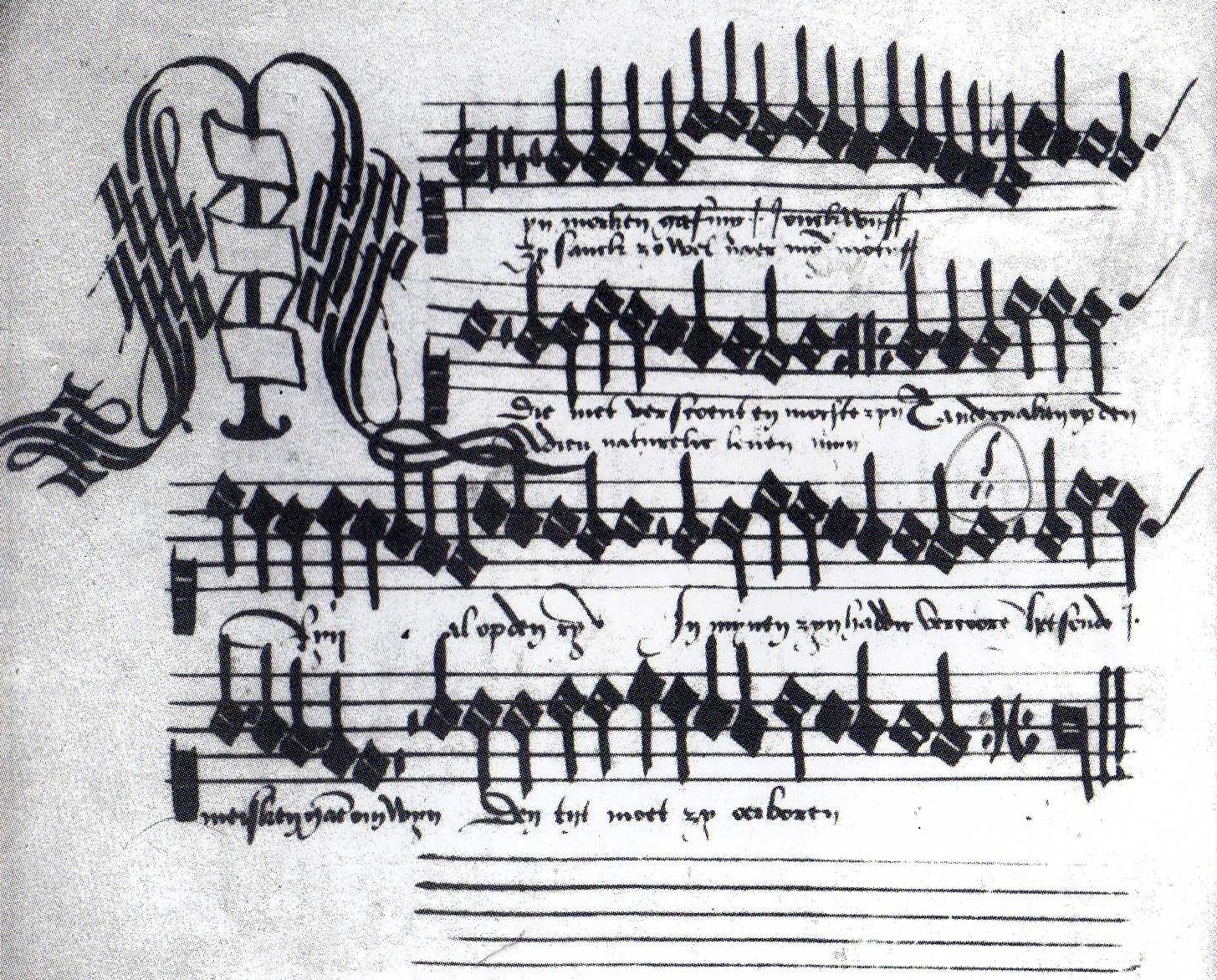
Le quodlibet (moyen-)néerlandais Mijn morken gaf mij een jonck wijff (Ma petite mère m’a donné une jeune femme) du chansonnier de Jérôme Laurin (vers 1505, Ms.Add.35.087 fol.5v de la Bibliothèque britannique, Londres).

Le manuscrit Jérôme Laurin de Watervliet (LonBL 35087 ou London Ms.Add.35.087) est un chansonnier du début du XVIe siècle, contenant un répertoire de musique polyphonique, principalement profane.

## Historique

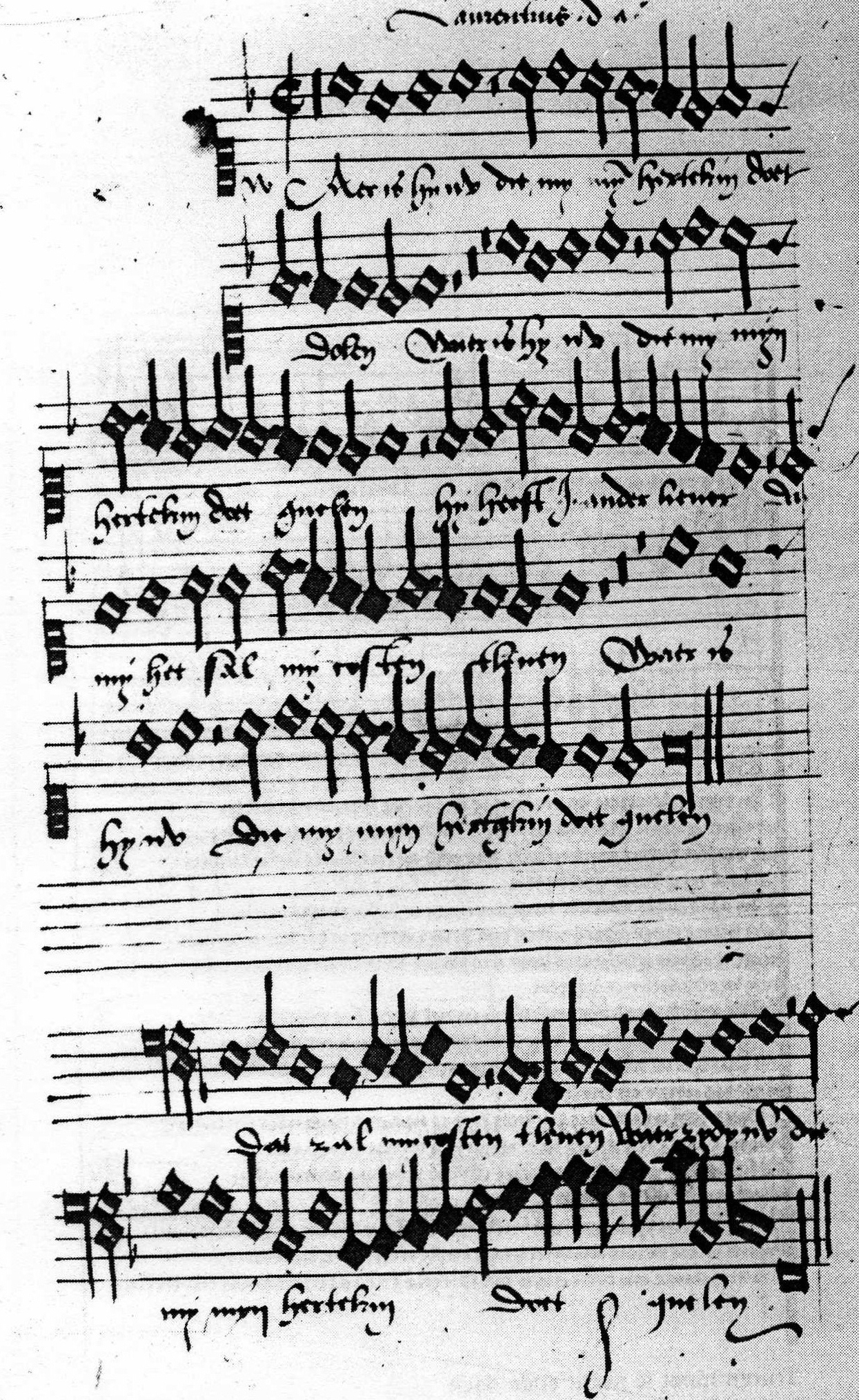
Un fragment de la chanson néerlandaise Waer is hy nu die my myn hertekin doet dolen (Où est celui qui fait errer mon petit cœur ?) du manuscrit Jérôme Laurin (Ms.Add.35.087 fol.41v de la Bibliothèque britannique, Londres). Dans le manuscrit, cette chanson est attribuée à Laurentius, qui est peut-être Jérôme Laurin lui-même.

Vers 1500, après le tournant du siècle, il y aura un changement dans la transmission, jusque-là limitée, de sources musicales polyphoniques provenant des anciens Pays-Bas. On conserve des recueils de musique profane qui trouvent leurs racines dans les villes et à la cour. Le manuscrit Lauwerijn (ou Lauweryn) de Watervliet (LonBL, 35087), conservé à la Bibliothèque britannique à Londres, fut compilé vers 1505-1507 par le noble brugeois Jerome Lauwerijn (en français Jérôme Laurin ; latinisé : Hieronymus Laurinus). Il servit Maximilien d'Autriche et fut le conseiller, le chambellan et le trésorier général de Philippe le Beau et, après la mort de celui-ci, de Marguerite d'Autriche de 1497 jusqu'à sa propre mort en 1509. Son petit-fils Marcus Laurinus était un célèbre humaniste ; la tradition familiale n'était sans doute pas étrangère à cela. Pour l’histoire de la musique aux Pays-Bas, il s'agit du premier manuscrit complet entièrement destiné à la musique polyphonique et contenant un répertoire profane depuis le milieu du XVe siècle. 
Une annotation au folio 1r (Hieronymus Laurinus est meus herus ; littéralement : Jérôme Laurin est mon maître), a permis d'identifier le premier propriétaire comme Jérôme Laurin. Certains de ses descendants au XVIe siècle étaient des universitaires et des mécènes renommés, et on a suggéré que le fils de Jérôme, Mark (1488-1540), aurait pu avoir été responsable du transfert en Angleterre du chansonnier, grâce à ses liens étroits avec des universitaires comme Érasme, Thomas More et Richard Pace. Quel que soit le mode de transmission, le fait que le livre se trouvait en Angleterre au XVIe siècle est confirmé par au moins une des deux annotations internes : dans les années du milieu du XVIe siècle ou peu après, une main anglaise a écrit au folio 75v : « There ys litle such parchement now to be had any where for money. » L'annotation au folio 37v (« Com all Tru Harted Louers / and Har ») est écrite d’une main plus tardive, probablement à partir de la fin du XVIe siècle ou au début du XVIIe siècle. Bien qu’il s’agisse d’un ouvrage soigneusement exécuté, le manuscrit 35087 de la Bibliothèque britannique à Londres n'atteint certainement pas le niveau des chansonniers enluminés contemporains. Celles des initiales du livre qui sont remplies présentent une calligraphie simple ; il semble donc peu probable qu'un tel manuscrit ait voyagé entre les propriétaires en raison de son apparence. À tout le moins, on peut supposer qu’un certain intérêt pour le contenu du manuscrit était à l’origine de son transfert de la famille Lauweryn à l’Angleterre.

## Contenu
London Add.35.087 est un grand manuscrit sur parchemin in-octavo de 95 folios. La plupart des œuvres sont composées pour trois voix. Les œuvres polyphoniques à accords devancent la chanson parisienne du deuxième quart du XVIe siècle de près de deux décennies et démontrent l'importance du manuscrit comme source annonçant les pièces de style parisien. 
Le manuscrit comprend 14 motets latins (13,33 % de l’ensemble des œuvres), 63 chansons françaises (60 %), entre autres d’Agricola, de Ghiselin et d’Obrecht, 25 chansons néerlandaises (23,81 %), deux madrigaux italiens (1,90 %) et un motet-chanson (0,95 %).
Il ne semble pas qu'il y ait une ordonnance claire dans ce livre : les œuvres religieuses et profanes se succèdent alternativement. Il est manifeste que cet ouvrage a été compilé au fil des ans et sans projet préétabli. La plupart des compositions sont anonymes. Nous connaissons néanmoins quelques auteurs. Ainsi, on retrouve les noms de Josquin, de Compère, d’Appenzeller, de Busnois, de Mouton et de Févin qui sont tous des compositeurs ayant été actifs à Bruges à cette époque.

### Les chansons néerlandaises
Les 25 chansons néerlandaises représentent près d'un quart du recueil. Il s'agit essentiellement d'un répertoire nouveau. Seule une petite partie du répertoire date du dernier quart du XVe siècle ; la majorité appartient à la nouvelle génération de chansons qui demeureront au répertoire jusqu'au milieu du XVIe siècle.
On connaît le nom d’un seul compositeur des chansons néerlandaises : celui de Laurentius (peut-être Laurin lui-même).
Parmi les chansons néerlandaises, on trouve un quodlibet, Mijn morken gaf mij een jonck wijff (Ma petite mère m’a donné une jeune femme), qui cite les premières lignes de plusieurs chansons polyphoniques célèbres : Adieu natuerlic leven mijn (Adieu, ma vie terrestre), Tandernaken op den Rijn (À Andernach, sur le Rhin), In mijnen zin haddic vercooren (Pour ma jouissance, j’avais choisi), and Het soude een meisken gaen om wijn (Une fille alla chercher du vin). Les paroles de Ryck God, nu moet ic trueren (Dieu miséricordieux, je dois me lamenter) semblent avoir été écrites par Matthijs de Castelein, car on les retrouve dans son recueil Diversche Liedekens (Différentes chansons), paru à titre posthume en 1573.

### Les chansons françaises
Entre les chansons françaises, McMurtry distingue celles musicales et celles rustiques. Les « chansons musicales » savantes marquent l'intérêt continu, bien que diminuant, parmi les nobles et les aristocrates des cours de la Renaissance pour les chansons polyphoniques raffinées. En revanche, les textes des « chansons rustiques » traitent des péripéties de la classe sociale moyenne ; les pièces fournissaient de la matière divertissante aux fêtes, aux beuveries, aux bals ou aux pièces de théâtre profanes françaises. La plupart des chansons populaires du manuscrit de Londres reflètent l'intérêt croissant pour le monde réel des gens ordinaires et des citadins.
Les mélodies du genre « chanson rustique » sont harmonisées dans différents styles de composition, dont trois sont représentés dans le manuscrit. Le premier est le style contrapuntique imitatif de Josquin que l’on trouve d'abord dans les sources des années 1470 jusqu’aux années 1500 environ et plus tard dans les manuscrits relatifs à la cour de France sous le règne de Louis XII (1498-1515). Dans ce style, la mélodie empruntée, qui est simple, est placée au ténor et imitée par un superius et un contreténor nouveaux.
Le deuxième style de composition, où le matériel emprunté est exposé par les voix supérieures dans un canon en deux parties accompagné par deux autres voix libres, a émergé au cours du premier quart du XVIe siècle. London Add.35.087 ne contient que deux œuvres de ce genre : une de Mouton et une autre, une composition exceptionnelle, de Jo. De Vyzeto.
Le troisième style de composition date aussi du premier quart du XVIe siècle et présente des textures homophoniques et légèrement polyphoniques où le cantus prius factus apparaît soit au ténor, soit au superius, ces deux voix se développant souvent en sixtes parallèles. Les phrases sont courtes et bien définies, les tessitures vocales étroites et les textes souvent strophiques et mis syllabiquement. Toutes les œuvres sont de courte durée. Dix chansons rustiques de cette source suivent le troisième style : elles sont de Févin, d’Appenzeller, de Mouton, de Ghiselin et de compositeurs anonymes.

## Discographie
- (en) Résultats d'une recherche sur la base du mot Lauweryn sur le site web www.medieval.org
- (en) Compact Disc: "The Songbook of Hieronymus Lauweryn", Egidius Kwartet et Consort.